# IBM в атомах
IBM в атомах — абревіатура «IBM», написана за допомогою 35 атомів ксенону з метою демонстрації здатності маніпулювання окремими атомами. Напис зробили вчені IBM 1989 року. За допомогою сканувального тунельного мікроскопа на підкладці з охолодженого кристала нікелю розмістили 35 окремих атомів ксенону. Вперше атоми на плоскій поверхні вдалось розташувати настільки точно.
30 квітня 2013 року IBM опублікувала на своєму вебсайті статтю та відео на YouTube під назвою «Хлопчик і його атом: найменший фільм у світі».

## Дослідна робота
Дональд Ейґлер і Ерхард Швейцер із дослідницького центру IBM Almaden у Сан-Хосе, Каліфорнія, виявили можливість за допомогою сканувального тунельного мікроскопа переміщати атоми по поверхні. У демонстрації, де мікроскоп використовувався за низької температури, вони розмістили 35 окремих атомів ксенону на підкладці з охолодженого кристала нікелю, сформувавши абревіатуру «IBM». Створений логотип мав довжину три нанометри. Вони також створили ланцюжки атомів ксенону, схожі формою на молекули. Зазначено, що продемонстрована здатність показала потенціал виготовлення елементарних структур та дозволила зрозуміти можливий рівень мініатюризації різних пристроїв.